# جورج إي. جونسون سينيور
جورج إي. جونسون سينيور (بالإنجليزية: George E. Johnson, Sr.)‏ هو شخصية أعمال أمريكي، ولد في 12 يونيو 1927 في ريتشتون في الولايات المتحدة.